# یوتا پگاسوس
یوتا پگاسوس یک ستاره است که در صورت فلکی پگاسوس قرار دارد.